# Airplay 100

Logotipo da Romanian Top 100, parada nacional da Romênia até 2012.

Várias paradas musicais foram inauguradas na Romênia desde a década de 1990. A Romanian Top 100 foi a parada nacional do país até 2012. Fundada em 1995, era um ranking baseado na compilação de paradas apresentadas por estações de rádio romenas locais. A Romanian Top 100 foi publicada semanalmente e também foi anunciada durante um programa de rádio a partir de 1998. A compilação da lista foi feita pela Body M Production A-V, seguida pela Media Forest. Na década de 2010, a parada foi anunciada durante um podcast na Kiss FM, mas a transmissão terminou em fevereiro de 2012.
Mais tarde naquele mês, a Airplay 100—que foi compilada pela Media Forest e também transmitida pela Kiss FM—substituiu a Romanian Top 100 como parada nacional. Até seu cancelamento em novembro de 2021, mediu o airplay de canções em estações de rádio e canais de televisão em todo o país. Por um curto período de tempo durante o final dos anos 2000 e início dos anos 2010, Nielsen Music Control e Uniunea Producătorilor de Fonograme din România (UPFR) publicaram em conjunto paradas de airplay; A UPFR retomou a publicação de paradas em novembro de 2021, em colaboração com o BMAT. A Media Forest também emite paradas semanais de rádio e televisão desde 2009. Em fevereiro de 2022, a Billboard inaugurou a Romania Songs, uma parada baseada em streaming e download digital compilada pela MRC Data.

## Paradas e história

### 1995–2012: Romanian Top 100, e paradas da UPFR e Media Forest

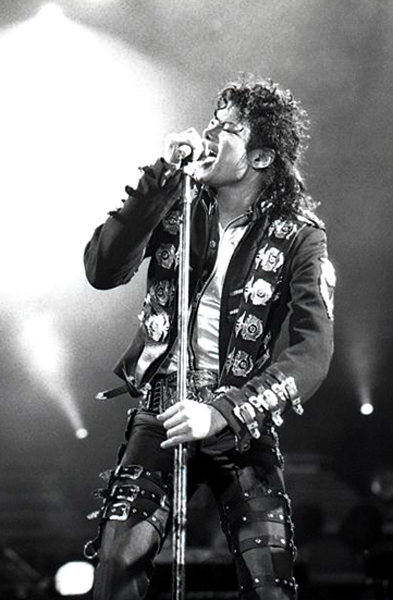
"You Are Not Alone" de Michael Jackson (foto em 1988) foi o primeiro single número um na Romênia, alcançando o topo da Romanian Top 100 em 1995.

A Romanian Top 100 baseada em airplay foi fundada em 1995 como a primeira parada nacional do país; no entanto, teve outro nome até 1996. A primeira parada de final-de-ano foi publicada em 1997. A partir de 1998, a parada foi anunciada durante um programa de rádio de duas horas chamado Romanian Top 100 Radio Show, apresentado pelo disc jockey Adi Simion e criado pelo VentoStudio. Exibido por 57 estações de rádio na Romênia, foi originalmente intitulado Romanian Top 100 Bravo Show devido a uma parceria com a Bravo. A partir de 1999, a Romanian Top 100 foi compilada pela Body M Production A-V com a ajuda de um "software especial". Na época, mais de 110 estações de rádio independentes na Romênia foram consideradas na compilação da parada, cada uma apresentando suas próprias estatísticas de airplay. O processo de compilação foi semelhante ao Eurochart Hot 100. Os resultados foram enviados para especialistas em música na Romênia, entre outros.
Em abril de 2001, a Romanian Top 100 atingiu mais de 250 edições. Em 2005, o número de estações de rádio envolvidas na confecção da parada subiu para 120, com 500 edições produzidas até então. A parada foi incluída no Music & Media da Billboard até o cancelamento da revista em 2003. A Romanian Top 100 carece significativamente de arquivos para o final dos anos 2000; naquela época, Nielsen Music Control e Uniunea Producătorilor de Fonograme din România (UPFR) começaram a publicar paradas que refletiam as canções mais transmitidas em estações de rádio e canais de televisão em toda a Romênia. No entanto, não se sabe se os dois eram afiliados ao Romanian Top 100 e se suas classificações podem ser usadas para substituir os arquivos na Romanian Top 100 que faltam. Na década de 2010, a Romanian Top 100—compilada pela Media Forest—foi anunciada durante um podcast semanal na Kiss FM pela disc jockey Andreea Berghea. A Media Forest já havia começado a publicar paradas semanais de rádio e televisão em seu site a partir de julho de 2009. A Romanian Top 100 cessou a publicação em fevereiro de 2012, com sua última edição em 19 de fevereiro.

### 2012–presente: Airplay 100, continuação das paradas da UPFR e Media Forest, e Romania Songs
A Romanian Top 100 foi substituída pela Airplay 100 em 26 de fevereiro como a parada nacional da Romênia, também compilada pela Media Forest e exibida como um programa de rádio na Kiss FM apresentado por Cristi Nitzu. Ela mediu a reprodução de canções em estações de rádio e canais de televisão em todo o país, mas foi cancelada pela Kiss FM após sua edição de 28 de novembro de 2021. Também em novembro de 2021, a UPFR retomou a publicação de paradas de airplay, em colaboração com o serviço de monitoramento BMAT, onde as canções são classificadas por suas reproduções e números de audiência. A Billboard inaugurou a Romania Songs, uma parada baseada em streaming e download digital em 19 de fevereiro de 2022 como parte de sua coleção Hits of the World, para a qual a MRC Data avalia dados dos principais varejistas de música da Romênia.